# Mike Kohn
Mike Kohn, född 26 maj 1972 i Columbia i South Carolina, är en amerikansk bobåkare.
Han tog OS-brons i herrarnas fyrmanna i samband med de olympiska bobtävlingarna 2002 i Salt Lake City.
Kohn avslutade karriären efter tävlingen vid Vinter-OS 2010. Efter att han hade gått i pension så utsågs han till assisterande tränare för USA Bobsled och Skeleton Federation under året 2011.